# 何洯
何洯（1620年—1696年），字雍南，明末清初鎮江人。
父親是明朝遺老。萬曆四十八年（1620年）生，事亲以孝著称，遵其父遺命不應科舉。好交游，与程世英并称为“京口二家” 。康熙二十二年（1683年），丹徒县令鲍天钟聘何洯與程世英纂成《鎮江府志》 。同年，又應两江总督于成龍之聘，担任《江南通志》的总纂工作。康熙三十五年（1696年）去世。有《晴江阁集》。